# Sputnik
Sputnik — новостное агентство, включающее веб-сайты, мобильное приложение, онлайн-трансляции, радиовещательную службу Радио Sputnik и пресс-центры, основанное международным информационным агентством «Россия сегодня». Головной офис агентства находится в Москве.
Sputnik имеет региональные представительства и бюро в разных странах, в том числе в США (Вашингтон), Египте (Каир), Китае (Пекин), Уругвае (Монтевидео), Киргизии (Бишкек)[обновить данные]. Агентство освещает новости мировой политики и экономики, и ориентировано на зарубежную аудиторию.
Новостные сайты агентства работают на более чем 30 языках, включая английский, испанский, польский, киргизский, сербский и др. Новостные ленты Sputnik работают круглосуточно, на сайтах также осуществляется радиовещание. Агентство имеет более 16 млн подписчиков в социальных медиа. Помимо новостного контента, Sputnik продает фоторепортажи, прямые трансляции, инфографику, опросы общественного мнения и другие форматы.
Предшественником агентства Sputnik является международный отдел российского государственного информационного агентства «РИА Новости», основная часть материалов которого поступала из Москвы. Sputnik получает материалы из международных представительств. Главным редактором издания является Маргарита Симоньян.
Западные политики и СМИ обвиняют агентство в необъективной подаче информации и предвзятости в освещении событий. Sputnik обвиняется в распространении пропаганды и заблокирован в большинстве стран Запада после начала вторжения России на Украину в 2022 году.

## Деятельность
Сайты и радиостанции Sputnik доступны на английском, немецком, французском, итальянском, испанском, португальском, арабском, китайском, японском, турецком, греческом, вьетнамском, польском, чешском, сербском, персидском, дари, грузинском, армянском, азербайджанском, казахском, узбекском, таджикском, киргизском, белорусском, румынском, латышском, литовском, эстонском, абхазском, осетинском языках[обновить данные]. Также доступен русский язык в белорусской, армянской, азербайджанской, грузинской, казахской, узбекской, таджикской, киргизской, латышской, литовской, эстонской, молдавской, абхазской, осетинской версиях.

### Новостные ленты
Sputnik ведет новостные ленты на пяти языках: английском, арабском, испанском, китайском и фарси. Материалы на ленту поступают от журналистов с незаблокированных стран, после чего публикуются на соответствующих сайтах Sputnik. Доступ к содержимому новостных лент доступен по подписке через веб-браузеры, электронную почту и FTP.
на английском
- новостная служба Sputnik на английском (международные новости)
- новостная служба Sputnik: Россия на английском
- новостная служба Sputnik: Россия, Украина и Прибалтика на английском

на других языках
- арабская новостная служба Sputnik
- новости Sputnik на испанском
- китайская новостная служба Sputnik
- новости Sputnik на фарси

### Радио
«Радио Sputnik» — подразделение агентства Sputnik, осуществляющее радиовещание. Является преемником радиостанции Голос России. Работает в более чем 90 городах и 20 странах на частотах FM, а также через мобильные приложения и в интернете. Радио также доступно на различных спутниковых ретрансляторах.
Среди известных ведущих Радио Sputnik: Макс Кайзер и Стейси Герберт, которые ведут еженедельное ток-шоу Double Down, посвященное экономике, а также либеральный ведущий Том Хартманн, программа которого Thom Hartmann Program выходит на радио Sputnik каждый день.
Sputnik UK вещал из Эдинбурга и Лондона. Для программы писали репортажи журналисты Sputnik UK.
Sputnik France транслировал регулярные новостные программы, включая World Disorder with Rachel Marsden. В программе, которую вела известная журналистка Рейчел Марсден, принимали участие известные политики и должностные лица.

### Sputnik.Polls
В январе 2015 года агентство Sputnik запустило проект Sputnik.Polls с целью проведения опросов общественного мнения. Опросы осуществляли компании Populus и Ifop среди жителей европейских стран и США. Опросы Sputnik.Polls проводились на темы политической жизни и международных отношений. Полученные на основе опросов данные распространяются в СМИ посредством пресс-релизов и публикуются на сайтах Sputnik.
Опросы Sputnik регулярно цитировались другими новостными агентствами. Например, в августе 2016 года британская газета Daily Express опубликовала статью об опросе на тему жизни в СССР до и после его распада.

### SputnikPro
Проект агентства и радио Sputnik для журналистов, студентов профильных вузов, сотрудников пресс-служб и других специалистов медиасферы, направленный на обмен опытом с зарубежными коллегами, развитие медиакоммуникаций и профессиональных связей. За время существования проекта в разных форматах в нём приняли участие представители более чем 80 стран. Очные мастер-классы SputnikPro прошли в Азербайджане, Армении, Беларуси, Греции, Грузии, Индии, Кыргызстане, Турции и Эстонии.

### Sputnik.Images
Sputnik.Images — фотобанк агентства Sputnik. Банк фотослужбы содержит более 2 млн фотографий, которые доступны по подписке. Среди материалов — архивные и оперативные фото, а также инфографика и другие форматы представления данных.

### Sputnik Беларусь
Sputnik Беларусь — отделение в Беларуси, работает с декабря 2014 года. Распространяет новости, радио и видео, а также инфографику на русском и на белорусском языках. Активы агентства помимо двуязычного портала включают радио и пресс-центр.

## Аудитория
По данным LiveInternet, аудитория всех сайтов Sputnik на январь 2019 год составляла более 64 млн посетителей в месяц.
- По данным ComScore от 2018 года, Sputnik France входил в 20 самых посещаемых новостных сайтов и в 5 самых посещаемых иностранных новостных сайтов во Франции[12].
- По данным рейтингового агентства Gemius, «Sputnik Молдова» с 2017 по 2019 год занимал первое место среди интернет-изданий по аудитории в Молдове. В апреле 2019 года аудитория достигла более 374 тысяч человек.
- По данным от 2019 года, в китайской социальной сети Weibo у Sputnik China более 10 млн подписчиков.

## Награды
Фотографы Sputnik удостоены престижных наград в области фотографии, в том числе:
- World Press Photo (2016, номинация «Спорт») — Владимир Песня[13]
- Magnum Photography Awards (2016) — Валерий Мельников[14]
- Bourse du Talent (номинация «Портрет») — Валерий Мельников[15]
- China International Press Photo Contest (2016, номинация «Спортивные новости») — Алексей Филиппов[16]
- International Sportfolio Festival — Владимир Песня, Алексей Филиппов и Григорий Сысоев[17]
- World Press Photo (2017) — Валерий Мельников[18]
- The Best of Photojournalism (2017) — Алексей Филиппов, Владимир Вяткин[19]

Другие награды:
- 12 апреля 2016 года вечерняя программа радиостанции Sputnik Türkiye «Послушай и это» (тур. Bide Bunu Dinle) получила награду Союза журналистов Турции «За успехи в области журналистики»[20][аффилированный источник?].
- 31 марта 2017 года Sputnik стал лауреатом Клуба журналистов Мексики в категории «Информационное агентство» за предоставляемые информационные услуги[21][аффилированный источник?].
- 9 июня 2017 года Sputnik Azərbaycan стал обладателем азербайджанской национальной премии NETTY-2017 в номинации «Информация и новости»[22].
- 22 января 2019 года руководитель «Sputnik Молдова» Владимир Новосадюк получил премию «Человек года-2018» в категории «СМИ» по версии молдавской Международной общественной ассоциации «Personalitate»[23][аффилированный источник?].

## Критика

### Обвинения в пропаганде
Sputnik, наряду с RT, часто указывают в различных докладах западных организаций как орган пропаганды. Агентство обвиняется рядом высокопоставленных лиц из западных стран в пропаганде. В частности, об этом заявляют:
- Президент Франции Эмманюэль Макрон («орган влияния и пропаганды»)[24];
- британский журнал The Economist («пропаганда на территории Турции»[25]);
- Служба государственной безопасности Швеции (обвинения в распространении дезинформации и фальшивых новостей)[26];
- Европейский парламент (согласно резолюции 2016 года Sputnik наравне с RT признаётся как информационная угроза Евросоюзу и его партнёрам)[27].

В сообщении белорусской службы Sputnik утверждалось, что вирус COVID-19 был создан «англосаксонским» заговором с целью противодействия Китаю, в то время как связанное с Sputnik издание в Южной Осетии заявило, что вирус COVID-19 был создан на Западе как оружие для информационной войны. Армянский филиал настаивал на том, что вирус был создан в лабораториях США. Связанное со Sputnik издание в Латвии предположило, что оно могло быть создано в Латвии.
1 июля 2025 года в Азербайджане по обвинению в работе на ФСБ был арестован ряд сотрудников «Sputnik Азербайджан». Исполнительный директор и редактор филиала были задержаны на несколько месяцев, вследствие чего рассматривается его закрытие.

### Блокировки и санкции
- 29 марта 2016 года власти Латвии заблокировали сайт агентства Sputnik в национальной доменной зоне .lv, сославшись на постановления Совета ЕС «Об ограничительных мерах в связи с угрозой территориальной целостности, суверенитета и независимости Украины»[33].
- 14 апреля 2016 года Управление по телекоммуникации и связи Турции заблокировало сайты Sputnik на английском и турецком языках. 16 апреля суд утвердил решение о блокировке, сославшись на статью о «защите жизни, имущества и безопасности граждан, а также защите национальной безопасности, общественного порядка и предупреждения преступности»[34]. Блокировку сняли 8 августа после улучшения российско-турецких отношений.
- 10 июля 2019 года Литовская комиссия по радиовещанию и телевидению приняла решение о блокировке «с целью защиты авторских прав в интернете», решение приведено в исполнение 12 июля[35].
- 12 июля 2019 года по жалобе литовского телеканала LRT на нарушения авторского права решением Вильнюсского окружного административного суда был заблокирован сайт Sputnik на литовском языке[36].
- В декабре 2019 года сотрудники «Sputnik Эстония» получили от Департамента полиции и пограничной охраны Эстонии письмо с угрозами возбуждения на них уголовных дел на основании санкций ЕС, введённых в марте 2014 года против ряда физических и юридических лиц из-за событий на Украине, в числе которых члены руководства информационного агентства «Россия сегодня». С 1 января 2019 года сотрудники «Sputnik Эстония» прекратили трудовые отношения с редакцией по обоюдному решению[37].
- В июне 2020 года на сайте китайской версии Sputnik властями Китая был заблокирован перевод статьи президента РФ Владимира Путина о Второй мировой войне[38].
- В 2022 году с 28 февраля в европейских странах канал радио был заблокирован на YouTube[39][40], также Google заблокировало приложение радио в Google Play[41]; Facebook и Instagram также заблокировали страницы агентства[42], а в странах ЕС контент агентства был заблокирован полностью[43]. К середине марта YouTube заблокировал канал радио глобально[44][45][46], также сайт радио был заблокирован в Турции[47].
- 2 марта 2022 года Sputnik внесён в санкционный список стран Евросоюза с полным запретом вещания на территории 27 стран Евросоюза, поскольку Sputnik «находится под постоянным прямым или косвенным контролем властей Российской Федерации и является необходимыми инструментом осуществления и поддержки военной агрессии в отношении Украины, а также дестабилизации соседних стран»[48][49].
- В мае 2022 года Великобритания ужесточила санкции, введённые в отношении Sputnik за причастность к дезинформации с целью оправдания российского вторжения на Украину. Власти закрыли доступ к сайтам, страницам в соцсетях и приложениям на территории страны[50]. Ранее Sputnik был лишён доступа к британской аудитории, компаниям и гражданам Великобритании запретили вести с агентством любые дела. Также сообщалось, что агентство было окончательно выдворено из Британии[51].
- 8 июля 2022 года Sputnik внесён в санкционные списки Канады как платформа дезинформации и пропаганды «за содействие и поддержку неспровоцированного и необоснованного вторжения России в Украину»[52][53][54].
- 29 июня 2022 года Швейцария ввела санкции в отношении Sputnik[55], 24 февраля 2023 года санкции ввела Австралия[56].